# Abbaye de Delapré
L'abbaye de Delapré (Delapré Abbey), ou couvent de Sainte-Marie de la Pré (Abbey of St Mary de la Pré), est un ancien couvent clunisien anglais, établi vers 1145 au sud de la ville de Northampton, près de la Nene.

## Histoire
Fondée par Simon II de Senlis pendant le règne d'Étienne de Blois, l'abbaye reçoit sa charte royale du roi Édouard III. Le couvent, qui possède déjà des terres dans le village voisin de Hardingstone, ainsi que les églises d'Earls Barton, de Great Doddington et de Fotheringhay, reçoit en outre du roi Édouard les églises de Wollaston et de Filgrave.
Durant la guerre des Deux-Roses, les terres de l'abbaye voient se dérouler la bataille de Northampton le 10 juillet 1460. Le roi Henri VI, fait prisonnier durant l'affrontement, passe une nuit à l'abbaye.
Un petit nombre de sœurs (entre une douzaine et une vingtaine) réside en permanence à l'abbaye jusqu'à sa fermeture en 1538, dans le cadre de la Dissolution des monastères ordonnée par Henri VIII. Les terres sont rachetées quelques années plus tard par la famille Tate, puis par la famille Bouverie au XVIIIe siècle. Durant la Seconde Guerre mondiale, l'abbaye est réquisitionnée par le War Office, qui occupe les lieux jusqu'en 1946. Les bâtiments ont par la suite abrité les archives du comté de Northamptonshire (Northamptonshire County Records Office et la County Record Society).